# Membrantank
Ein Membrantank ist ein in der Tanker-Schifffahrt eingesetzter Ladetanktyp zum Transport von Flüssiggasen.
Dabei handelt es sich um nicht selbsttragende Tanks, die aus einer dünnen Blechmembran von 0,5 bis 1,5 mm Invar, Nickel- oder Edelstahl bestehen und sich über eine Isolierschicht auf den tragenden Schiffsverbänden abstützen. Die Membran ist so konstruiert, dass sie größere temperaturbedingte Dehnungen aufgrund der Materialeigenschaften und zweckmäßig angeordneten Falzen und Sicken aufnehmen kann. Beim Transport von Flüssiggasen treten zum Beispiel bei LNG als Ladung Temperaturen von −164 °C bis −161 °C auf. Beim Werftaufenthalt des Schiffes kann die Temperatur im Tank bis zu 40 °C oder mehr erreichen.
Um die Blechmembran herum ist eine sog. zweite Barriere aus Sperrholz oder Invar angebracht, die im Falle einer Undichtigkeit das austretende Flüssiggas über eine definierte Zeitspanne aufhalten soll.
Die Tankisolation besteht aus Perlit, Steinwolle, Polyurethanschaum, Balsaholz und Sperrholz. Die Isolation soll einerseits die Erwärmung des Flüssiggases verhindern, andererseits den nicht kältebeständigen Schiffbaustahl vor Sprödbruch schützen.
Membrantanks haben gegenüber konventionellen Kugel- oder Zylindertanks Vor- und Nachteile:
Membrantanks erlauben eine optimale Anpassung der Tanks an die Schiffsform und sind auch für kleinere Schiffe geeignet. Darüber hinaus ist ein vergleichsweise schnelles Abkühlen oder Aufwärmen möglich, ohne dass das Tankmaterial überbeansprucht wird. 

Dagegen neigen die Falze bei älteren Schiffen zur Leckage. Aufgrund der dünnen Behälterwand ist der maximal mögliche Tankdruck geringer. Membrantanks müssen entweder ganz voll oder fast leer gefahren werden, da sonst bei Seegang durch freie Oberflächen eine Beschädigung der Membran zu befürchten ist.